# 少林寺拳法世界連合
少林寺拳法世界連合（しょうりんじけんぽうせかいれんごう、World Shorinji Kempo Organization、WSKO）は、少林寺拳法を統括する国際競技団体である。日本の国内競技団体として少林寺拳法連盟を承認している。
1972年創立。本部は香川県仲多度郡多度津町にある。

## 沿革
- 1966年 - 世界で初めてインドネシアに支部が設立
- 1972年 - 国際少林寺拳法連盟結成。
- 1974年 - 国際少林寺拳法連盟を発展的解消し少林寺拳法世界連合が結成。

## 主催大会
- 少林寺拳法世界大会